# Squeaky Wheel
Als Squeaky Wheel (zu deutsch: quietschendes Rad) wird ein russisches Kurzwellensignal bezeichnet, das nachts auf der Frequenz 3828 kHz, seit April 2022 auf 3363,5 kHz USB, und tagsüber auf der Frequenz 5473 kHz sendet. Der Sender hatte bis 2008 ein dem Klang eines quietschenden Rades sehr nahe kommendes Geräusch gesendet, was ihm seinen Spitznamen gab. Mittlerweile sendet Squeaky Wheel eine aufsteigende Tonfolge aus drei Tönen.
Squeaky Wheel gehört zum sogenannten Monolith-Netzwerk und wird dort zusammen mit den Stationen The Pip, Baron-78 und Vega von den Streitkräften im südlichen Militärbezirk  betrieben.

## Sendeplan
Squeaky Wheel verwendet, ähnlich wie die meisten Stationen im Monolith-Netzwerk, einen sogenannten Channel Marker. Er soll anderen Stationen signalisieren, dass auf der Frequenz bereits gesendet wird. Somit soll verhindert werden, dass andere, möglicherweise stärkere Signale die Sprachnachrichten übertönen.
Der Sender sendet heutzutage als Channel Marker durchgehend eine aufsteigende Tonfolge aus drei Tönen, nachdem zuvor eine absteigende Tonfolge aus zwei Tönen übertragen wurde.
Im Fall einer Sprachnachricht setzt der Marker aus und die Sprachnachricht wird vorgelesen.

Das meist verwendete Rufzeichen des Squeaky Wheels ist Alpha-45 (Альфа-45).

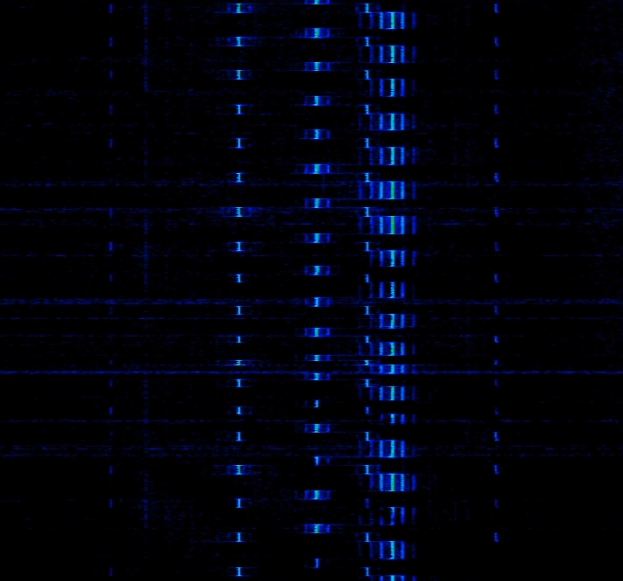
Darstellung des "Squeaky Wheel"-Markers mittels eines Spektralanalysators

## Sprachnachrichten vonSqueaky Wheel
Sprachnachrichten werden in der Regel wöchentlich bis täglich gesendet, jedoch werden diese nicht immer aufgezeichnet. Listen von Sprachnachrichten finden unter anderem sich auf Priyom.org und der Datenbank von Numbers-Stations.com.
Squeaky Wheels Sprachnachrichten werden, genau wie Sprachnachrichten von The Pip, nach den Formaten „Monolith“ und „Dlya“ gestaltet, welche zu den im Monolith-Netzwerk üblichen Nachrichtenformaten gehören.

## Geschichte vonSqueaky Wheel
Die erste heute noch bekannte Sprachnachricht wurde am 16. März 2011 aufgenommen, der Sender ist seit 2000 in der Enigma Control List (kurz: ECL) als XSW, also als Tonsender, aufgelistet, wurde aber 2005 in S32 umbenannt.

## Standort
Der genaue Standort des Senders ist unbekannt, er wird im Raum von Rostow am Don vermutet. Dies ist jedoch bislang offiziell weder bestätigt noch dementiert worden.